# Transports dans l'Allier
Les transports dans le département français de l'Allier sont caractérisés par le croisement de flux nord-sud, reliant l'Île-de-France et la vallée de la Loire à Clermont-Ferrand et à la Limagne, et de flux est-ouest entre la côte atlantique et l'Europe centrale. L'existence de trois villes ayant un poids démographique et économique à peu près équivalent, et l'absence de contraintes topographiques fortes, expliquent que les itinéraires suivis par ces flux aient varié au cours de l'histoire. De nos jours, Montluçon est ainsi un carrefour autoroutier, tandis que ce sont plutôt Moulins et Vichy qui bénéficient de la meilleure desserte ferroviaire.

## Transport routier

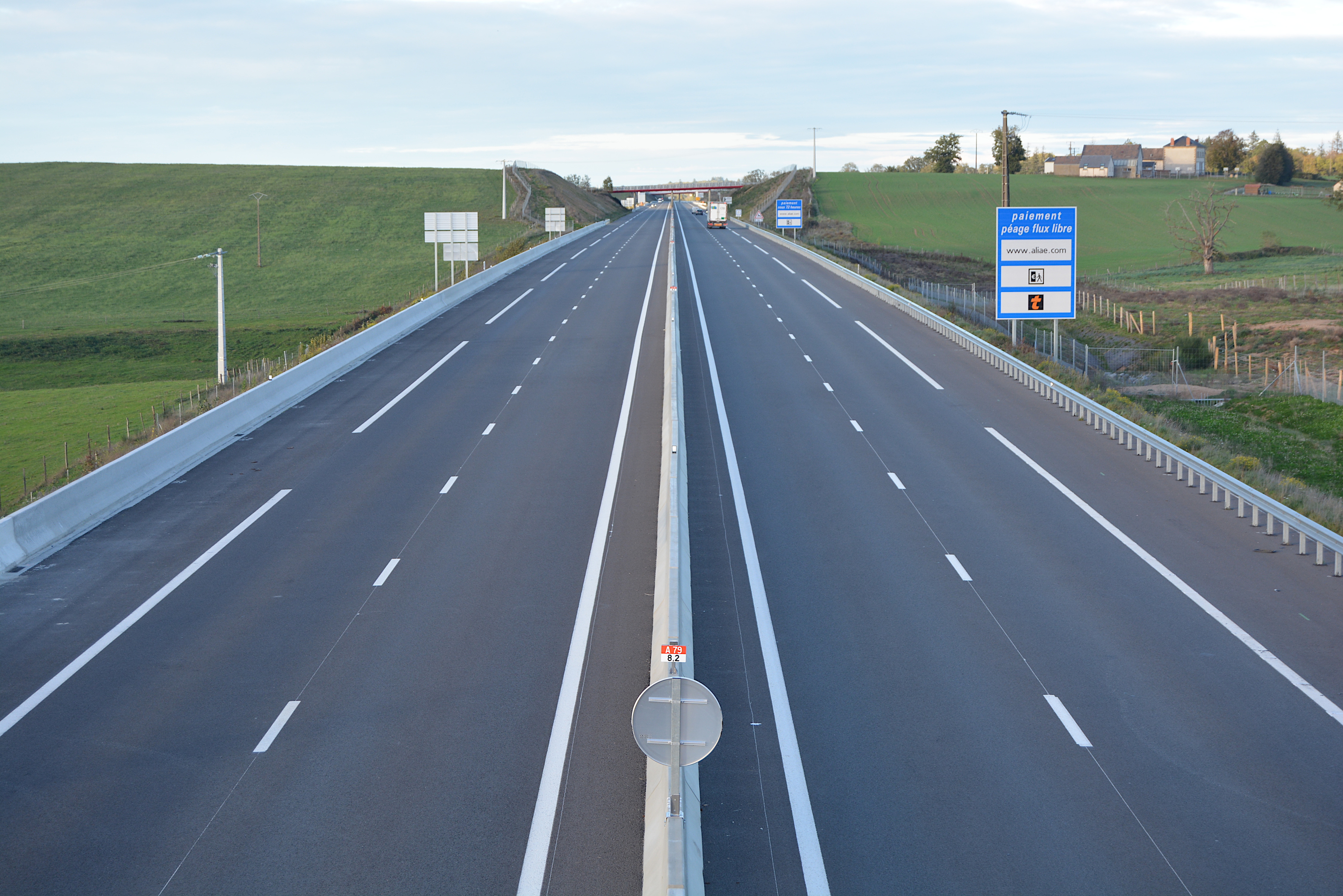
L'autoroute A79 dans la commune de Deux-Chaises, entre Montmarault et Le Montet. Un panneau vient rappeler les modalités de paiement du péage, l'A79 étant la première autoroute en flux libre ouverte en France.

### Infrastructures routières
Alors que la route nationale 7 reliant Paris à Lyon par Moulins, et la route nationale 9 se séparant de la précédente en direction de Clermont-Ferrand et de l'Espagne, constituaient deux des principaux axes routiers français, c'est un itinéraire beaucoup plus occidental qui a été choisi lors de la construction de l'autoroute A71 entre Paris et Clermont-Ferrand dans les années 1980. Montluçon est ainsi directement desservie par l'autoroute, tandis que la préfecture Moulins est longtemps restée isolée du réseau autoroutier et que Vichy est desservie par une antenne de l'A71 nommée autoroute A719. La route nationale 7 a toutefois été mise à 2x2 voies sur plusieurs sections depuis les années 2000 ; l'achèvement de cette mise à 2x2 voies pourrait encore prendre de nombreuses années.
Perpendiculaire à ces axes nord-sud, la Route Centre-Europe Atlantique est entièrement aménagée à 2x2 voies dans le département depuis 2022. Elle est composée d'ouest en est de la route nationale 145, de l'autoroute A714, d'un tronc commun avec l'autoroute A71 et de la nouvelle autoroute A79, créée en 2022 par élargissement et concession de l'ancienne route nationale 79.

### Transport collectif de voyageurs
L'Allier est desservi par le réseau régional de transport routier Cars Région, dont le réseau de l'Allier compte une vingtaine de lignes régulières.

## Transport ferroviaire

### Historique

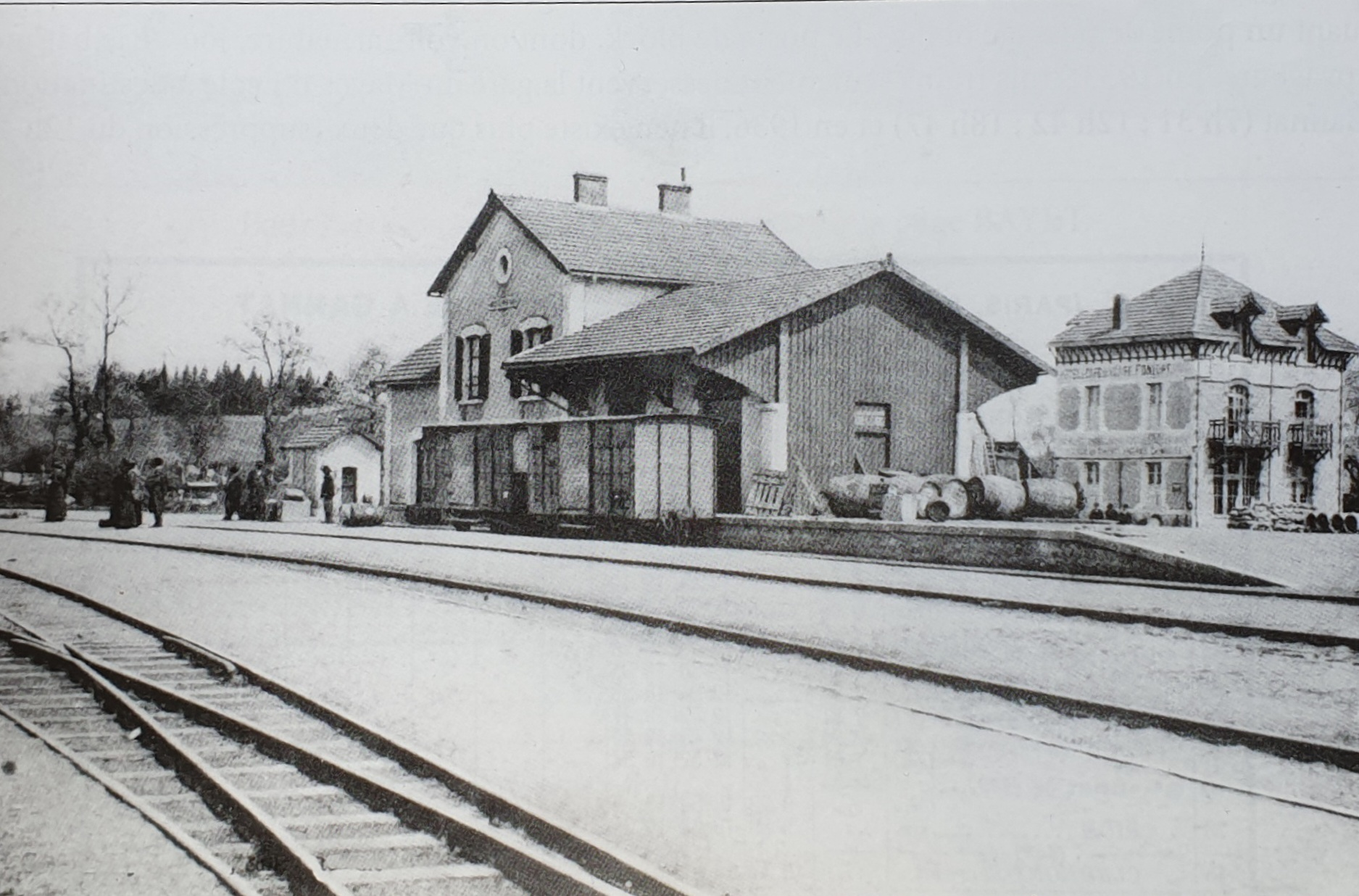
La gare du Mayet-de-Montagne, à la jonction de deux lignes d'intérêt local, dans les années 1910.

C'est dans les années 1850 que le chemin de fer est apparu dans l'Allier, avec l'ouverture de la ligne de Nevers à Saint-Étienne et Lyon par Moulins (qui sera plus tard prolongée vers Paris) et de son antenne vers Clermont-Ferrand via Gannat. Après la disparition en 1857 de l'éphémère Compagnie du Grand-Central, l'Allier s'est trouvé à la limite des réseaux d'intérêt général de la Compagnie du chemin de fer de Paris à Orléans (PO) et de la Compagnie des chemins de fer de Paris à Lyon et à la Méditerranée (PLM). À la fin du XIXe siècle, le chemin de fer d’intérêt général à écartement standard atteignait la plupart des villes et bourgs du département, dont Commentry, Dompierre-sur-Besbre, Gannat, Huriel, Lapalisse, Montluçon, Moulins, Saint-Germain-des-Fossés, Souvigny, Varennes-sur-Allier, Vallon-en-Sully et Vichy. Cosne-d'Allier, Lurcy-Lévis et Montmarault étaient également desservies par le réseau d'intérêt général, mais par des lignes construites à écartement métrique par souci d'économie.
Pour compléter le réseau d'intérêt général, l'Allier s'est doté à partir de la deuxième moitié des années 1880 d'un important réseau de chemins de fer d’intérêt local à écartement métrique. Le principal réseau, et qui deviendra le seul à partir de 1928 après sa reprise de l'exploitation des lignes des autres compagnies, était celui de la Société générale des chemins de fer économiques, qui atteignait près de 400 kilomètres à son apogée. La dernière ligne d'intérêt local de l'Allier a fermé peu après la Seconde Guerre mondiale.
Sur le réseau principal, l'ouverture en 1931 de la ligne de Vichy à Riom permet aux trains Paris - Clermont-Ferrand de desservir Vichy, alors ces trains passaient initialement par Gannat. L'axe Paris - Clermont-Ferrand par Vichy est électrifié et modernisé en 1990.
En revanche, dans l'ouest du département, la fermeture de plusieurs lignes ferroviaires autour de Montluçon, et l'arrêt des liaisons directes Lyon - Bordeaux en 2012 et Paris - Montluçon en 2018 conduit à un certain isolement de la plus grande ville du département, jadis important nœud ferroviaire.
|                                             |
| Le réseau ferroviaire à son apogée en 1930. |

|                                     |
| Le réseau ferroviaire de nos jours. |

|                                                    |
| Carte animée de l’évolution du réseau ferroviaire. |

### Situation actuelle

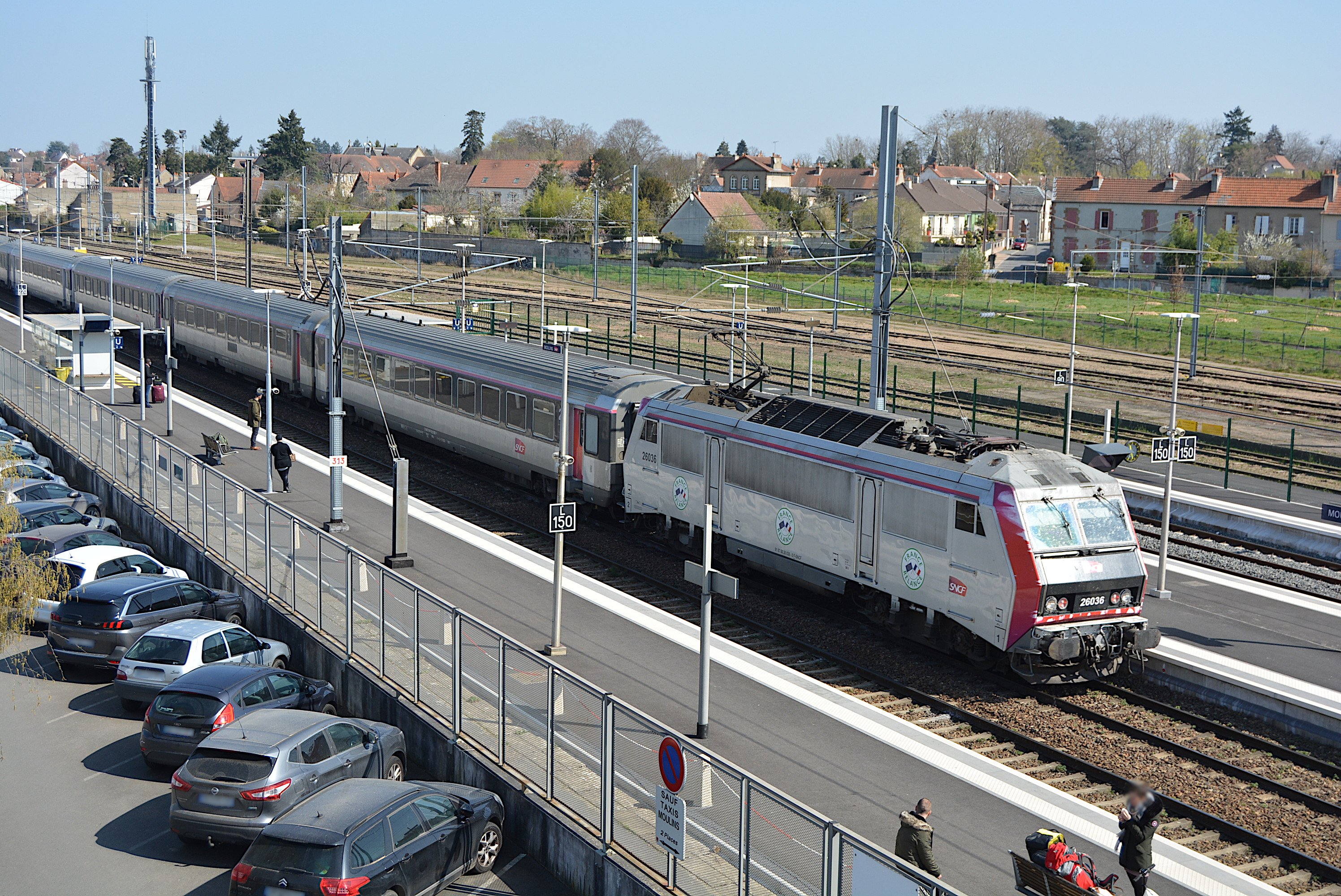
Un train composé d'une locomotive BB 26000 et de voitures Corail, et assurant une liaison Intercités Paris - Clermont-Ferrand, dessert la gare de Moulins-sur-Allier en 2022.

Les principales gares de voyageurs de l'Allier sont Vichy, Moulins-sur-Allier et Montluçon, avec une fréquentation annuelle de 1 310 000, 730 000 et 301 000 voyageurs respectivement en 2019.
L'axe Paris - Clermont-Ferrand, électrifié et parcouru par des Intercités, est le principal itinéraire ferroviaire du département, utilisant des tronçons de la ligne de Moret - Veneux-les-Sablons à Lyon-Perrache, de la ligne de Saint-Germain-des-Fossés à Darsac et de la ligne de Vichy à Riom. 
Deux voies ferrées se séparent de cet axe à Moulins et Saint-Germain-des-Fossés pour se diriger vers la région lyonnaise ; l'électrification de l'une de ces lignes est envisagée pour compléter l'axe ferroviaire électrifié Nantes-Lyon.
L'ouest du département en revanche n'est desservi que par des voies ferrées non-électrifiées et majoritairement à voie unique, qui relient Montluçon à Bourges, Guéret et Clermont-Ferrand. 
A l'exception des Intercités Paris - Clermont-Ferrand et Nantes - Lyon et de quelques trains de fret, les liaisons ferroviaires du département sont principalement assurées par TER Auvergne-Rhône-Alpes, ainsi que les TER des régions limitrophes.

## Transport fluvial
La frontière nord-est du département, formée par la Loire, est longée par le canal latéral à la Loire et le canal de Roanne à Digoin. Au gabarit Freycinet (classe I), ces canaux sont aujourd'hui principalement destinés à la navigation de plaisance.

## Transport aérien
L'aéroport de Vichy-Charmeil n'est plus desservi par des lignes régulières. Il est aujourd'hui principalement destiné à l'aviation légère de loisirs et de tourisme, à l'instar des aérodromes de Lapalisse - Périgny, Lurcy-Lévis, Montluçon - Domérat et Moulins - Montbeugny.

## Transports en commun urbains et périurbains
Les communautés d'agglomération Montluçon Communauté, Moulins Communauté et Vichy Communauté sont autorités organisatrices de la mobilité sur leur territoire et organisent des services de transport dans leur ressort territorial. 
Les réseaux Maelis (Montluçon), Aléo (Moulins) et MobiVie (Vichy) sont constitués de quelques lignes d'autobus desservant les centres des agglomérations, ainsi que de transport à la demande pour les secteurs plus éloignés.
L'agglomération de Vichy a été desservie de 1895 à 1927 par le tramway de Vichy à Cusset.

## Modes actifs
Le département est traversé par plusieurs voies vertes, véloroutes et sentiers de grande randonnée.